# خربة خزعة

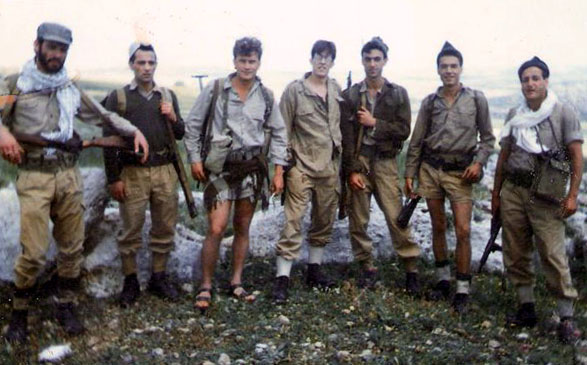

خربة خزعة (بالعبرية חרבת חזעה) هي رواية قصيرة من تأليف الكاتب الإسرائيلي يزهار سميلنسكي نشرت عام 1949.
تحكي الرواية قصة طرد سكان قرية باسم خربة خزعة، وهو اسم لقرية خيالية تمثل القرى العربية التي هجرت خلال نكبة 1948. القصة لا تترك مجالا للشك بلا أخلاقية جنود الجيش الإسرائيلي خلال عملية الطرد. وهي أول قصة إسرائيلية تتناول هذا الموضوع.
عام 1978 تم إنتاج فيلم تلفزيوني عن هذه الرواية في بلدة المدية التابعة لمدينة رام الله
، وقد أثار ذلك ضجة في إسرائيل بسبب كونها من إنتاج التلفزيون الرسمي. قام وزير المعارف في حينها زفولون همر بمنع البث لكن الفيلم بث في نهاية الأمر بعد تدخل من سلطة البث الإسرائيلية.

## روابط خارجية
- خربة خزعة على موقع IMDb (الإنجليزية)
- خربة خزعة على موقع قاعدة بيانات الفيلم (الإنجليزية)
- خربة خزعة على موقع ليتربوكسد (الإنجليزية)
- خربة خزعة على موقع كينوبويسك (الروسية)